# Nguyễn Đăng Minh
Nguyễn Đăng Minh (chữ Hán: 阮登明, 1623-1696) người xã Hoài Bão, huyện Tiên Du (nay thuộc xã Liên Bão, huyện Tiên Du, tỉnh Bắc Ninh). Đỗ Đệ tam giáp đồng Tiến sĩ xuất thân khoa thi Bính Tuất niên hiệu Phúc Thái thứ 4 (1646) thời Lê Chân Tông, cùng khoa thi với anh trai là Nguyễn Đăng Cảo.
Ông làm quan cho nhà Lê trung hưng tới Quốc tử giám Tế tửu, tước Diễn Lộc nam.

## Gia đình tiến sĩ
Ông là em của thám hoa Nguyễn Đăng Cảo (cùng khoa), cha tiến sĩ Nguyễn Đăng Tuân (khoa 1673) và trạng nguyên Nguyễn Đăng Đạo (khoa 1683).